# Гагаринский (Орловская область)
Гага́ринский — посёлок в Урицком районе Орловской области России. Административный центр Богдановского сельского поселения.

## География
Посёлок находится на расстоянии 5 км к югу от посёлка городского типа Нарышкино, административного центра района, и 24 км к юго-западу от города Орёл, административного центра области.

### Часовой пояс
Посёлок Гагаринский, как и вся Орловская область, находится в часовой зоне МСК (московское время). Смещение применяемого времени относительно UTC составляет +3:00.

## Население
| 2002 | 2010 |
| ---- | ---- |
| 308  | ↗417 |

### Национальный состав
Согласно результатам переписи 2002 года, в национальной структуре населения русские составляли 95 % из 308 чел.